# Gynoplistia (Gynoplistia) xanthocera
Gynoplistia (Gynoplistia) xanthocera is een tweevleugelige uit de familie steltmuggen (Limoniidae). De soort komt voor in het Australaziatisch gebied.